# Landkreis Nordwestmecklenburg
Landkreis Nordwestmecklenburg – niemiecki powiat leżący w północno-zachodniej części kraju związkowego Meklemburgia-Pomorze Przednie ze stolicą w Wismarze nad wybrzeżem Morza Bałtyckiego. Na wschodzie graniczy z Landkreis Rostock, na południu z Landkreis Ludwigslust-Parchim i miastem na prawach powiatu Schwerin. Powiat z zachodu graniczy z landem Szlezwik-Holsztyn i znajdującymi się w nim Kreis Herzogtum Lauenburg i miastem na prawach powiatu Lubeką.
Powiat znajduje się nad Zatoką Wismarską w trójkącie pomiędzy miastami Lubeka, Wismar i Schwerin. Na północy leży wyspa Poel. Dwa duże jeziora (Schaalsee i Schweriner See) leżą częściowo na terenie powiatu.
Powiat powstał w 1994 roku z połączenia mniejszych powiatów Gadebusch, Grevesmühlen i Wismar, a także małych części powiatów Sternberg i Schwerin-Land. Jego siedzibą zostało Grevesmühlen. 4 września 2011 r. na mocy reformy administracyjnej Meklemburgii-Pomorza Przedniego do powiatu włączono miasto na prawach powiatu Wismar i przeniesiono do niego siedzibę powiatu.

## Podział administracyjny
W skład powiatu wchodzą:
- trzy gminy (niem. amtsfreie Gemeinde)
- dziewięć związków gmin (niem. Amt)

Gminy:
| Lp. | Nazwa gminy  | Ludność (31 grudnia 2018) | Powierzchnia km² |
| --- | ------------ | ------------------------- | ---------------- |
| 1   | Grevesmühlen | 10.354                    | 52,32            |
| 2   | Poel         | 2.485                     | 36,02            |
| 3   | Wismar       | 42.550                    | 41,36            |

Związki gmin:
| Lp. | Nazwa związku                | Ludność (31 grudnia 2018) | Powierzchnia km² | Liczba gmin |
| --- | ---------------------------- | ------------------------- | ---------------- | ----------- |
| 1   | Dorf Mecklenburg-Bad Kleinen | 13.732                    | 216,89           | 9           |
| 2   | Gadebusch                    | 10.321                    | 221,91           | 8           |
| 3   | Grevesmühlen-Land            | 8.406                     | 208,17           | 8           |
| 4   | Klützer Winkel               | 10.655                    | 203,62           | 6           |
| 5   | Lützow-Lübstorf              | 13.493                    | 275,77           | 15          |
| 6   | Neuburg                      | 6.072                     | 135,46           | 6           |
| 7   | Neukloster-Warin             | 10.868                    | 244,60           | 9           |
| 8   | Rehna                        | 9.352                     | 220,11           | 11          |
| 9   | Schönberger Land             | 18.441                    | 260,94           | 8           |

## Zmiany administracyjne
- 1 stycznia 2014
  - wystąpienie gminy Papenhusen ze Związku Gmin Schönberger Land i przyłączenie do Związku Gmin Grevesmühlen-Land
- 1 stycznia 2019
  - przyłączenie gminy Plüschow do gminy Upahl
  - przyłączenie gminy Lockwisch do miasta Schönberg
- 26 maja 2019
  - utworzenie gminy Siemz-Niendorf